# Матюнин, Андрей Ефимович
Андрей Ефимович Матюнин (1810 — 1885) — российский государственный деятель,  сенатор. Действительный тайный советник (1882).

## Биография
Из дворян, сын титулярного советника. Брат действительный статский советник Аполлон (ум. 1872).
В службе  классном чине с 1832 года после окончания Императорского Казанского университета.
В 1848 года статский советник. С 1849 по 1856 и с 1857 по 1862 годы —  обер-прокурор II,  III и IV департаментов Правительствующего сената. С  1856 по 1857 годы герольдмейстер департамента Герольдии Правительствующего сената.
В 1851 году произведён в действительные статские советники, в 1864 году  в тайные советники. С 1864 по 1885 годы  сенатор присутствующий и первоприсутствующий во II и III департаментах Правительствующего сената.  В 1882 году произведён в действительные тайные советники.
Был награждён всеми российскими орденами вплоть до ордена Святого Александра Невского пожалованные ему 1 января 1879 года.
Умер 6 (18) мая 1885 года в возрасте 75 лет. Похоронен в Санкт-Петербурге на Новодевичьем кладбище.